# I'll Take the Blame
I'll Take the Blame je druhé EP vydané indie rock/new wave/indie popovou skupinou Tegan and Sara. EP se poprvé začalo prodávat na podzimním turné v roce 2008, které probíhalo ve Spojených státech.
Web PunkNews.org ohodnotil album 3 hvězdami z 5.

## Seznam skladeb
1. „Back in Your Head“ (Sara Quin)
2. „Back in Your Head“ (Tiësto Remix)
3. „One Second“ (Tegan Quin)
4. „I Take All the Blame“ (S. Quin)[2]